# Nadia Azzi
Nadia Azzi (Flórida, 11 de agosto de 1998) é uma pianista profissional, começou com o instrumento com quatro anos e após isso, ganhou diversos prêmios notáveis.

## Prêmios
- Medalha de Ouro (2010/2012) "Passion of Music" Festival by the American Association for the Development of the Gifted and Talented" (AADGT)
- Vencedora mais jovem do "Orfeo International Music Festival Competition" na Itália.[1]
- Primeiro Prêmio da Arte Musical Nova de "New Music National Young Artist Competition" em Chicago.[2]
- Primeiro Prêmio na Categoria de Música Junior Precoce (2011) e Piano Junior no "Walgreens National Concerto Competition" em Fort Sheridan.[3]
- "Tampa Bay Symphony Young Artist Competition".[4]
- Grande Prêmio de 2012 "Crescendo International Music Competition".